# Eduardo Piccinini
Eduardo Beca Piccinini (ur. 30 listopada 1968 w Manaus) – brazylijski pływak specjalizujący się głównie w stylu motylkowym i wolnym.

## Życiorys
Eduardo Piccinini urodził się 30 listopada 1968 roku w Manaus w Brazylii. Swoją karierę jako pływak rozpoczął w 1991 roku, kiedy to wystąpił po raz pierwszy na 11. Igrzyskach Panamerykańskich w Hawanie w Kubie. W czasie trwania igrzysk panamerykańskich zdobył brązowy medal w dyscyplinie na 100 metrów stylem motylkowym.
W 1992 roku Piccinini wystąpił na Letnich Igrzyskach Olimpijskich w Barcelonie w Hiszpanii, zdobywając osiemnaste miejsce w dyscyplinie na 100 metrów oraz piętnaste na 200 metrów stylem motylkowym.
Dwa lata później we wrześniu 1994 roku Piccinini pojawił się na Mistrzostwach Świata w pływaniu w Rzymie we Włoszech, zdobywając dwudzieste piąte miejsce w dyscyplinie na 100 metrów oraz dwudzieste szóste na 200 metrów stylem motylkowym.
W marcu 1995 roku wystąpił na 12. Igrzyskach Panamerykańskich w Mar del Plata w Argentynie, zdobywając srebrny medal w dyscyplinach na 100 metrów stylem motylkowym oraz w sztafecie 4x100 metrów stylem wolnym. W sztafecie na 4x100 metrów stylem zmiennym, Piccinini zdobył srebrny medal, pokonując rekord Ameryki Południowej z czasem 3:43.93 sek. wraz z Gustavem Borgesem, Rogério Romero i Oscarem Godói.